# Bistum Jowai
Das Bistum Jowai (lat.: Dioecesis Iovaiensis) ist eine in Indien gelegene römisch-katholische Diözese mit Sitz in Jowai.

## Geschichte
Das Bistum Jowai wurde am 28. Januar 2006 durch Papst Benedikt XVI. mit der Apostolischen Konstitution Vigili cum cura aus Gebietsabtretungen des Erzbistums Shillong errichtet und diesem als Suffraganbistum unterstellt. Sein Gebiet umfasst die Distrikte East Jaintia Hills und West Jaintia Hills.

## Bischöfe von Jowai
- Vincent Kympat, 2006–2011
- Victor Lyngdoh, 2016–2020, dann Erzbischof von Shillong
- Ferdinand Dhkar, seit 2023